# Глушці (Хорватія)
43°01′ пн. ш. 17°40′ сх. д. / 43.01° пн. ш. 17.67° сх. д.
Глушці (хорв. Glušci) — населений пункт у Хорватії, у Дубровницько-Неретванській жупанії у складі міста Меткович.

## Населення
Населення за даними перепису 2011 року становило 76 осіб.
Динаміка чисельності населення поселення: